# 碧岭街道
碧岭街道是中国广东省深圳市坪山区下辖的一个街道，位於深圳市東北部。

## 地理
轄區东接马峦街道、北接坪山街道、西接龙岗区，南接盐田区。
辖区面积 25.35 平方公里，常住总人口约 4.9 万人，实际管理人口约 8.56 万人，其中户籍人口约 0.5 万人（2016年5月）。

## 行政區劃
碧岭街道現有社區居（村）委會數3個，街道办事处位于汤坑。
碧岭社区、汤坑社区和沙湖社区。